# 乌斯隆市镇
乌斯隆市镇（俄语：Услонское муниципальное образование）是俄罗斯联邦伊尔库茨克州济马区所属的一个市镇。其下辖有6个居民点，行政中心为乌斯隆。据2016年统计，该市镇的人口为1424人。